# Керзон, Ричард, 4-й граф Хау
Ричард Джордж Пенн Керзон, 4-й граф Хау (англ. Richard George Penn Curzon, 4th Earl Howe; 28 апреля 1861 — 10 января 1929) — британский дворянин, придворный и консервативный политик. Он носил титул учтивости — виконт Керзон с 1876 по 1900 год. Он служил казначеем королевского двора с 1896 по 1900 год и был лордом-камергером королевы Александры (1903—1925).

## Происхождение и образование
Родился 28 апреля 1861 года. Старший сын Ричарда Керзон-Хау, 3-го графа Хау (1822—1900), и его жены Изабеллы Марии Кэтрин Энсон (1832—1922), дочери генерал-майора достопочтенного Джорджа Энсона и его жены, достопочтенной Изабеллы Элизабет Аннабеллы Уэлд-Форестер. Он получил образование в Итоне и Крайст-Черч в Оксфорде.

## Карьера
Он был членом совета Королевского музыкального колледжа в Лондоне; и в комитете фонда полевых сил королевы Александры. Затем он работал в британских вооружённых силах в качестве почетного подполковника 2-го батальона добровольческого полка Королевского Лестерширского полка и капитана добровольного полка Лестерширского йоменри, за что получил территориальную награду.

## Политика
В 1885 году Ричард Керзон был избран членом парламента от Уикома. Он стал членом правительства, когда был назначен казначеем королевского двора при лорде Солсбери в 1896 году, этот пост он занимал до 1900 года, когда он унаследовал титулы своего отца и отказался от своего места в палате общин. Затем он служил с 1900 по 1903 год лордом в ожидании в правительстве графа Солсбери, а затем Артура Бальфура. Он служил королеве Виктории (1900—1901) и королю Эдуарду VII (1901—1903). В 1903 году он был удостоен звания кавалера Большого креста Королевского Викторианского ордена и назначен лордом-камергером королевы Александры. Он занимал этот пост до смерти королевы в 1925 году.
Лорд Хау также был капитаном Лестерширской йоменской кавалерии принца Альберта, почетным подполковником 2-го батальона Лестерширского добровольческого полка и мировым судьей Бакингемшира.
Его зять, лорд Рэндольф Черчилль, назначил его одним из двух своих литературных душеприказчиков; в этом качестве он дал согласие Уинстону Черчиллю на написание биографии своего отца, хотя и с некоторой неохотой.

## Награды
Лорд Хоу был назначен кавалером Большого креста Королевского Викторианского ордена (GCVO) в 1903 году.
Он также получил несколько зарубежных наград:
- Орден Леопольда I (Бельгия)
- Орден Карла III (Испания)
- Орден Святого Олафа (Норвегия)
- Орден Белого Орла, (Польша)
- Орден Данеброг (Дания)
- Орден Полярной звезды (Швеция)
- Орден Красного Орла (Пруссия
- Великий офицер ордена Почетного легиона (Франция)
- Орден Спасителя (Греция).

## Семья
Лорд Хау был трижды женат. 4 июня 1883 года в соборе Святого Георгия, Ганновер-сквер, он женился на леди Джорджиане Элизабет Спенсер-Черчилль (14 мая 1860 — 9 февраля 1906), пятой дочери Джона Спенсера-Черчилля, 7-го герцога Мальборо, и его жены леди Фрэнсис Энн Эмили Вейн. Таким образом, по браку он приходился дядей Уинстону Черчиллю. У них был один сын
- Фрэнсис Ричард Генри Пенн Керзон, 5-й граф Хау (1 мая 1884 — 26 июля 1964), преемник отца.

Леди Джорджиана и леди Чешем инициировали в декабре 1899 года финансирование госпиталя, который будет отправлен в Южную Африку вместе с имперскими йоменами, сражавшимися во Второй англо-бурской войне. Они собрали более 100 000 фунтов стерлингов, что привело к созданию Имперского йоменского госпиталя с базовым госпиталем, полевым госпиталем и ротами носителей . Леди Хау позже отредактировала книгу, в которой описывается работа Императорского йоменского госпиталя, опубликованную в декабре 1902 года.
После смерти своей первой жены в 1906 году Ричард Керзон женился 11 декабря 1919 года на Флоренс Дэвис (27 января 1870 — 15 апреля 1925), дочери Джона Дэвиса и вдовствующей маркизе Дафферин и Ава.
После её смерти в 1925 году он женился 4 августа 1927 года на своей дальней родственнице Лорне Кэтрин Керзон (? — 24 февраля 1961), дочери дочери майора Эрнеста Чарльза Пенна Керзона и Эдит Бассет. Он умер в январе 1929 года в возрасте 67 лет, и ему наследовал его единственный сын Фрэнсис. Графиня Хау умерла в феврале 1961 года.